# Бистрица (притока Ибра)
Бистрица је река у Србији, на Косову и Метохији десна притока Ибра у који се улива 14 km низводно од Косовске Митровице. Извире на западним падинама Копаоника и тече дубоком клисурастом долином према југозападу. Дужина реке је 27 km, а површина слива 172 - {км²}-, просечни проток на ушћу 1 m³/s. Слив је изграђен од кристаластих шкриљаца и серпентина, без шуме и изложен је интензивној ерозији.